# Analog (zespół muzyczny)
Analog – polski zespół muzyczny występujący w latach 2003–2006, wykonujący muzykę pop-rockową z elementami etnicznymi.

## Skład zespołu
- Monika Wierzbicka – wokal
- Paweł Gawlik – gitara basowa
- Radek Chwieralski – gitara
- Włodi Tafel – perkusja
- Wojtek „Hefalump” Trusewicz – gitara

## Dyskografia
- analogiA (2004)
- Ulica Wolność (2005)